# Lijst van afkortingen in de rechtspraak in Nederland
Dit artikel bevat een lijst van de meest gebruikte afkortingen in de rechtspraak in Nederland.
In de rechtspraak (zowel in alle vormen van recht alsook vordering) worden vele afkortingen gebruikt. Dit vindt men met name terug in overzichten en tussen juristen/advocatuur onderling. Hierdoor blijven bijvoorbeeld zittingsroosters en agenda's beknopt en past de gegeven informatie bijvoorbeeld beter in de beschikbare ruimte voor overzichten.

## Afkortingenlijst
Hieronder volgt een (niet-uitputtende) lijst van veelgebruikte afkortingen in de rechtspraak en hun betekenis.
| Afkorting | Betekenis                                                                                |
| --------- | ---------------------------------------------------------------------------------------- |
| adv.      | advocaat                                                                                 |
| AG        | advocaat-generaal                                                                        |
| AIRS      | Afdeling Internationale Rechtshulp in Strafzaken (Ministerie van Justitie en Veiligheid) |
| art.      | artikel                                                                                  |
| AVAS      | Afwezigheid van alle schuld                                                              |
| Awb       | Algemene wet bestuursrecht                                                               |
| BP        | bodemprocedure of benadeelde partij                                                      |
| BW        | Burgerlijk Wetboek                                                                       |
| CBb       | College van Beroep voor het bedrijfsleven                                                |
| CJIB      | Centraal Justitieel Incassobureau                                                        |
| CL        | cliënt                                                                                   |
| CRvB      | Centrale Raad van Beroep                                                                 |
| CvA       | Conclusie van antwoord                                                                   |
| CVOM      | Centrale Verwerking Openbaar Ministerie                                                  |
| (wk)dfstl | (winkel)diefstal                                                                         |
| donar     | drugs of narcotica                                                                       |
| DVOM      | Dienstverleningsorganisatie Openbaar Ministerie                                          |
| geb.      | geboren (op geboortedatum, te geboorteplaats)                                            |
| HOvJ      | Hoofdofficier van justitie                                                               |
| hOvJ      | Hulpofficier van justitie                                                                |
| idzv      | in de zin van                                                                            |
| IRC       | Internationaal Rechtshulp Centrum                                                        |
| jo. / j°  | juncto                                                                                   |
| KB        | Koninklijk besluit                                                                       |
| KG        | Kort geding                                                                              |
| KiR       | Kinderrechter                                                                            |
| KR        | Kantonrechter                                                                            |
| Lurisnr.  | Landlijk Uniform Registratiesysteem voor Internationale rechtshulp in Strafzaken         |
| oiag      | onder invloed van alcohol gereden                                                        |
| OM        | Openbaar Ministerie                                                                      |
| OVAR      | Ontslag van alle rechtsvervolging                                                        |
| OvJ       | officier van justitie                                                                    |
| PG        | Procureur-generaal                                                                       |
| pog       | poging                                                                                   |
| RB        | Rechtbank                                                                                |
| RC        | Rechter-commissaris                                                                      |
| Rbv-      | Rechtsbijstandverlener                                                                   |
| Rv        | Wetboek van Burgerlijke Rechtsvordering                                                  |
| RvR       | Raad voor Rechtsbijstand                                                                 |
| RvS       | Raad van State                                                                           |
| slo       | slachtoffer                                                                              |
| Sr        | Wetboek van Strafrecht                                                                   |
| Strabis   | Strafrecht Boete Incasso Systeem                                                         |
| subs.     | subsidiair                                                                               |
| Sv        | Wetboek van Strafvordering                                                               |
| tll       | tenlastelegging                                                                          |
| TUL       | tenuitvoerlegging (van een straf)                                                        |
| UEA       | Uwe edelachtbare (rechter)                                                               |
| u.o.s.    | uitdrukkelijk onderbouwde standpunten                                                    |
| u.v.v.    | uitdrukkelijk vermeld verweer                                                            |
| vedomi    | Verdovende middelen                                                                      |
| vord      | vordering                                                                                |
| VoVo      | voorlopige voorziening                                                                   |
| vz        | voortzetting                                                                             |
| WvRv      | Wetboek van Burgerlijke Rechtsvordering                                                  |
| WvSr      | Wetboek van Strafrecht                                                                   |
| WvSv      | Wetboek van Strafvordering                                                               |
| zvwovhtl  | zonder vaste woon- of verblijfplaats hier te lande                                       |
| zvwovb    | zonder vaste woon- of verblijfplaats                                                     |